# Briefmarken-Jahrgang 1986 der Deutschen Post der DDR
Der Briefmarken-Jahrgang 1986 der Deutschen Post der Deutschen Demokratischen Republik umfasste 47 einzelne Sondermarken,
vier Briefmarkenblocks mit gesamt fünf Sondermarken und drei Kleinbogen mit zusammen 14 Sondermarken. 16 Briefmarken wurden zusammenhängend gedruckt; dabei gab es zwei Paare mit innenliegendem Zierfeld. Einige Motive gab es als sowohl als Einzelmarken als auch als Kleinbogen oder als Zusammendruck.
Dauermarken wurden in diesem Jahrgang nicht ausgegeben. Insgesamt gab es 70 unterschiedliche Ausgaben.
Alle Briefmarken-Ausgaben seit 1964 sowie die 2-Mark-Werte der Dauermarkenserie Präsident Wilhelm Pieck und die bereits seit 1961 erschienene Dauermarkenserie Staatsratsvorsitzender Walter Ulbricht waren ursprünglich unbegrenzt frankaturgültig. Mit der Wiedervereinigung verloren alle Marken nach dem 2. Oktober 1990 ihre Gültigkeit.

## Liste der Ausgaben und Motive
Legende
- Bild: Eine bearbeitete Abbildung der genannten Marke. Das Verhältnis der Größe der Briefmarken zueinander ist in diesem Artikel annähernd maßstabsgerecht dargestellt. Sollten keine Marken abgebildet sein, liegt es daran, dass das Urheberrecht des Künstlers noch nicht erloschen ist.
- Beschreibung: Eine Kurzbeschreibung des Motivs und/oder des Ausgabegrundes. Bei ausgegebenen Serien oder Blocks werden die zusammengehörigen Beschreibungen mit einer Markierung versehen eingerückt.
- Wert: Der Frankaturwert der einzelnen Marke in Pfennig. Ein „+“ bedeutet, dass es sich um eine Zuschlagsmarke handelt (= Frankaturwert + Spende).
- Ausgabedatum: Das Datum des erstmaligen Verkaufs dieser Briefmarke.
- Auflage: Soweit bekannt, wird hier die zum Verkauf angebotene Anzahl dieser Ausgabe angegeben.
- Entwurf: Soweit bekannt, wird hier angegeben, von wem der Entwurf dieser Marke stammt.
- Mi.-Nr.: Diese Briefmarke wird im Michel-Katalog unter der entsprechenden Nummer gelistet.

Das Verhältnis der Größe der Briefmarken zueinander ist in diesem Artikel annähernd maßstabsgerecht dargestellt.
| Sondermarken | |      |                       |            |                                  |         |
| Bild         | Beschreibung | Wert | Ausgabe- datum (1986) | Auflage    | Entwurf                          | Mi.-Nr. |
|              | Denkmale der Wasserwirtschaft - Handständerkolbenpumpe (um 1900) | 10   | 21. Januar            | 8.000.000  | Detlef Glinski                   | 2993    |
|              | - Wasserturm Berlin-Altglienicke (1906) | 35   | 21. Januar            | 5.000.000  | Detlef Glinski                   | 2994    |
|              | - Wasserwerk Berlin-Friedrichshagen (1893) | 50   | 21. Januar            | 4.000.000  | Detlef Glinski                   | 2995    |
|              | - Rappbodetalsperre (1959) | 70   | 21. Januar            | 2.100.000  | Detlef Glinski                   | 2996    |
|              | Historische Postuniformen Ausgabe im Rastertiefdruck - Sächsischer Postillion (um 1850) | 10   | 4. Februar            | 8.000.000  | Manfred Gottschall               | 2997 I  |
|              | - Preußischer Briefträger (um 1850) | 20   | 4. Februar            | 8.000.000  | Manfred Gottschall               | 2998 I  |
|              | - Preußischer Postbeamter (um 1850) | 85   | 4. Februar            | 4.000.000  | Manfred Gottschall               | 2999 I  |
|              | - Mecklenburger Postbeamter (um 1850) | 1M   | 4. Februar            | 2.100.000  | Manfred Gottschall               | 3000 I  |
|              | Historische Postuniformen Ausgabe im Offsetdruck Diese und die folgenden drei Marken wurden als Zusammendruck in Viererblockanordnung ausgegeben: - Sächsischer Postillion (um 1850)                          | 10   | 4. Februar            | 3.500.000  | Manfred Gottschall               | 2997 II |
|              | - Preußischer Briefträger (um 1850) | 20   | 4. Februar            | 3.500.000  | Manfred Gottschall               | 2998 II |
|              | - Preußischer Postbeamter (um 1850) | 85   | 4. Februar            | 3.500.000  | Manfred Gottschall               | 2999 II |
|              | - Mecklenburger Postbeamter (um 1850) | 1 M  | 4. Februar            | 3.500.000  | Manfred Gottschall               | 3000 II |
|              | 30 Jahre Nationale Volksarmee (NVA) Diese Marke wurde mit einem rechts anhängenden Zierfeld ausgegeben: Truppenfahne der NVA                                                                                  | 20   | 18. Februar           | 8.100.000  | Hilmar Zill                      | 3001    |
|              | 40 Jahre Freie Deutsche Jugend (FDJ) Fahne der FDJ | 20   | 18. Februar           | 8.000.000  | Ursula Abramowski-Lautenschläger | 3002    |
|              | Leipziger Frühjahrsmesse - Messeemblem, Messegebäude 1946. | 35   | 11. März              | 4.500.000  | Jochen Bertholdt                 | 3003    |
|              | - Fabriktrawler „Atlantik 488“ | 50   | 11. März              | 4.000.000  | Jochen Bertholdt                 | 3004    |
|              | 25 Jahre bemannter Raumflug Diese und die folgenden drei Marken wurden als Zusammendruck in Viererblockanordnung ausgegeben: - Juri Gagarin (1934–1968), sowjetischer Kosmonaut; Raumschiff Wostok 1          | 40   | 25. März              | 3.500.000  | Detlef Glinski                   | 3005    |
|              | - Kosmonauten Waleri Bykowski und Sigmund Jähn; Orbitalkomplex; Interkosmos-Emblem | 50   | 25. März              | 3.500.000  | Detlef Glinski                   | 3006    |
|              | - Venussonde Venera; Fourier-Spektrometer; Umlaufbahn um die Venus | 70   | 25. März              | 3.500.000  | Detlef Glinski                   | 3007    |
|              | - Multispektralkamera MKF 6, Orbitalkomplex, Erdaufnahme, Flugzeug, Forschungsschiff | 85   | 25. März              | 3.500.000  | Detlef Glinski                   | 3008    |
|              | XI. Parteitag der Sozialistischen Einheitspartei Deutschlands (SED) - Karl Marx, Friedrich Engels und Lenin                                                                                                   | 10   | 8. April              | 8.000.000  | Kraus                            | 3009    |
|              | - Ernst Thälmann | 20   | 8. April              | 8.000.000  | Kraus                            | 3010    |
|              | - Wilhelm Pieck, Otto Grotewohl | 50   | 8. April              | 3.500.000  | Kraus                            | 3011    |
|              | - Junge Familie mit Kind | 85   | 8. April              | 2.100.000  | Kraus                            | 3012    |
|              | Diese Marke wurde als Briefmarkenblock ausgegeben: - Bauarbeiter übergibt Schlüssel | 1 M  | 8. April              | 2.100.000  | Kraus                            | 3013    |
|              | Übergabe des Ernst-Thälmann-Parks, Berlin Ernst-Thälmann-Denkmal | 20   | 15. April             | 8.000.000  | Kraus                            | 3014    |
|              | Technische Denkmale (III): Historische Straßenbahnen - Dresdner Pferdebahn (1886) | 10   | 20. Mai               | 40.000.000 | Jochen Bertholdt                 | 3015    |
|              | - Leipziger Straßenbahn (1896) | 20   | 20. Mai               | 8.000.000  | Jochen Bertholdt                 | 3016    |
|              | - Berliner Straßenbahn (1910) | 40   | 20. Mai               | 4.000.000  | Jochen Bertholdt                 | 3017    |
|              | - Hallesche Straßenbahn (1928) | 70   | 20. Mai               | 2.100.000  | Jochen Bertholdt                 | 3018    |
|              | 125 Jahre Dresdner Zoo - Sumatra-Orang-Utan (Pongo pygmaeus abeli) | 10   | 27. Mai               | 8.000.000  | Zieger                           | 3019    |
|              | - Kilimandscharo-Guereza (Colobus abyssinicus caudatus) | 20   | 27. Mai               | 8.000.000  | Zieger                           | 3020    |
|              | - Mandrill (Mandrillus sphinx) | 50   | 27. Mai               | 4.000.000  | Zieger                           | 3021    |
|              | - Katta (Lemur catta) | 70   | 27. Mai               | 2.100.000  | Zieger                           | 3022    |
|              | 750 Jahre Berlin (I) - Ältestes Stadtsiegel (1253) | 10   | 3. Juni               | 24.000.000 | Detlef Glinski                   | 3023    |
|              | - Ältester Stadtplan (1648) | 20   | 3. Juni               | 8.000.000  | Detlef Glinski                   | 3024    |
|              | - Ältestes Stadtwappen (1280) | 50   | 3. Juni               | 4.000.000  | Detlef Glinski                   | 3025    |
|              | - Nikolaikirche (um 1832) | 70   | 3. Juni               | 4.000.000  | Detlef Glinski                   | 3026    |
|              | Diese Marke wurde als Briefmarkenblock ausgegeben: - Haus des Ministerrats der DDR | 1 M  | 3. Juni               | 2.100.000  | Detlef Glinski                   | 3027    |
|              | 21. Arbeiterfestspiele der DDR, Bezirk Magdeburg Diese und die folgende Marke wurden als Zusammendruck mit einem dazwischenliegenden Zierfeld ausgegeben: - Trachtenpaar, Traktor, Förderbagger, Fachwerkhaus | 20   | 17. Juni              | 3.500.000  | Hilmar Zill                      | 3028    |
|              | - Frachtkähne im Elbhafen von Magdeburg, Stadtansicht | 50   | 17. Juni              | 3.500.000  | Hilmar Zill                      | 3029    |
|              | 9. Briefmarkenausstellung der Jugend, Berlin Diese und die folgende Marke wurden als Zusammendruck mit einem dazwischenliegenden Zierfeld ausgegeben: - Berlin (um 1652)                                      | 10+5 | 22. Juli              | 3.500.000  | Joachim Rieß                     | 3030    |
|              | - Historische und moderne Gebäude in Berlin | 20   | 22. Juli              | 3.500.000  | Joachim Rieß                     | 3031    |
|              | Schlösser Diese Marke wurde auch als Kleinbogen ausgegeben: - Schloss Schwerin | 10   | 29. Juli              | 32.400.000 | Snechana Russewa-Hoyer           | 3032    |
|              | Diese Marke wurde auch als Kleinbogen ausgegeben: - Schloss Güstrow | 20   | 29. Juli              | 16.400.000 | Snechana Russewa-Hoyer           | 3033    |
|              | - Schloss Rheinsberg | 85   | 29. Juli              | 4.000.000  | Snechana Russewa-Hoyer           | 3034    |
|              | - Schloss Ludwigslust | 1 M  | 29. Juli              | 2.100.000  | Snechana Russewa-Hoyer           | 3035    |
|              | Internationales Jahr des Friedens Friedenstauben, UNO-Emblem, Hände | 35   | 5. August             | 4.000.000  | Kaiser                           | 3036    |
|              | 25 Jahre antifaschistischer Schutzwall Mitglieder der Kampfgruppen der Arbeiterklasse und der Freien Deutschen Jugend, Brandenburger Tor, Staatswappen                                                        | 20   | 5. August             | 8.000.000  | Lothar Grünewald                 | 3037    |
|              | Leipziger Herbstmesse Diese und die folgende Marke wurde als Briefmarkenblock ausgegeben: - Ring-Messehaus | 25   | 19. August            | 2.100.000  | Oswin Volkamer                   | 3038    |
|              | - Historische Marktszene | 85   | 19. August            | 2.100.000  | Oswin Volkamer                   | 3039    |
|              | Historische Münzen: Städtetaler - Stadttaler Rostock (1637) | 10   | 2. September          | 8.100.000  | Paul Reißmüller                  | 3040    |
|              | - Stadttaler Nordhausen (1660) | 35   | 2. September          | 5.100.000  | Paul Reißmüller                  | 3041    |
|              | - Stadttaler Erfurt (1633) | 50   | 2. September          | 4.200.000  | Paul Reißmüller                  | 3042    |
|              | - Stadttaler Magdeburg (1638) | 85   | 2. September          | 4.200.000  | Paul Reißmüller                  | 3043    |
|              | - Stadttaler Stralsund (1622) | 1M   | 2. September          | 2.100.000  | Paul Reißmüller                  | 3044    |
|              | Weltmeisterschaften im Sportschießen, Suhl - Gewehrschießen | 20   | 2. September          | 8.000.000  | Ekkehart Haller                  | 3045    |
|              | - Pistolenschießen | 70   | 2. September          | 4.000.000  | Ekkehart Haller                  | 3046    |
|              | - Skeetschießen | 85   | 2. September          | 2.100.000  | Ekkehart Haller                  | 3047    |
|              | 40 Jahre Grenztruppen der DDR Soldat der Grenztruppen, Grenzpfahl | 20   | 9. September          | 8.000.000  | Hans Detlefsen                   | 3048    |
|              | XI. Weltgewerkschaftskongreß, Berlin Diese Marke wurde mit einem rechts anhängenden Zierfeld ausgegeben: Weltkugeln, Flaggenband                                                                              | 70   | 9. September          | 3.600.000  | Hans Detlefsen                   | 3049    |
|              | 50. Jahrestag der Formierung der Internationalen Brigaden in Spanien Denkmal der deutschen Interbrigadisten im Volkspark Friedrichshain, Berlin                                                               | 20   | 11. September         | 8.000.000  | Manfred Gottschall               | 3050    |
|              | Internationale Mahn- und Gedenkstätten: 25 Jahre Mahn- und Gedenkstätte Sachsenhausen Figurengruppe vor Stele in der Gedenkstätte im KZ Sachsenhausen                                                         | 35   | 23. September         | 4.000.000  | Hans Detlefsen                   | 3051    |
|              | Eröffnung der Eisenbahnfährverbindung zwischen Mukran (DDR) und Klaipėda (Litauen) Diese und die folgende Marke wurden als Zusammendruck ausgegeben: - Doppelstockfährbrücken                                 | 50   | 23. September         | 3.500.000  | Jochen Bertholdt                 | 3052    |
|              | - Zweideckfährschiff | 50   | 23. September         | 3.500.000  | Jochen Bertholdt                 | 3053    |
|              | Internationale Solidarität Hilfe für die Entwicklungsländer | 10+5 | 4. November           | 3.500.000  | Joachim Rieß                     | 3054    |
|              | 200. Geburtstag von Carl Maria von Weber Diese Marke wurde als Briefmarkenblock ausgegeben: Carl Maria von Weber, Komponist                                                                                   | 85   | 4. November           | 2.100.000  | Joachim Rieß                     | 3055    |
|              | 69. Geburtstag von Indira Gandhi Indira Gandhi, indische Politikerin | 10   | 18. November          | 8.000.000  | Hans Detlefsen                   | 3056    |
|              | Erzgebirgische Schwibbogen „Schwibbogen“ genannte Weihnachtsleuchter aus Johanngeorgenstadt Diese und die folgenden fünf Marken wurden zusammen als Kleinbogen ausgegeben: - 1778                             | 10   | 18. November          | 2.100.000  | Harry Scheuner                   | 3057    |
|              | - 1796 | 20   | 18. November          | 2.100.000  | Harry Scheuner                   | 3058    |
|              | - 1810 | 25   | 18. November          | 2.100.000  | Harry Scheuner                   | 3059    |
|              | - 1821 | 35   | 18. November          | 2.100.000  | Harry Scheuner                   | 3060    |
|              | - 1830 | 40   | 18. November          | 2.100.000  | Harry Scheuner                   | 3061    |
|              | - 1925 | 85   | 18. November          | 2.100.000  | Harry Scheuner                   | 3062    |

### Kleinbogen und Zusammendrucke

Historische Postuniformen

9. Briefmarkenausstellung der Jugend, Berlin